# Форбол
Форбол — химическое соединение натурального, растительного происхождения. Является элементом тиглиана, который входит в семейство дитерпенов. Форбол был впервые выделен в 1934 году в качестве продукта гидролиза кротонового масла, которое получают из семян кротона слабительного (Croton tiglium). Структура форбола была определена в 1967 году. Форбол был идентифицирован в качестве активного компонента высокотоксичного тропического манцинеллового дерева (Hippomane mancinella). Очень хорошо растворим в большинстве полярных органических растворителей, а также в воде. Это приводит к дополнительному риску получения химических ожогов от манцинеллового дерева во время дождя, когда стекающая вода может попасть на кожу.
Различные сложные эфиры форбола имеют важные биологические свойства, наиболее заметным из которых является способность действовать в качестве опухолевых промоторов через активацию протеинкиназы C. Они имитируют действие диацилглицеринов, производных глицерина, в которых две гидроксильные группы вступают в реакцию с жирными кислотами с образованием сложных эфиров. Наиболее распространённым форболовым эфиром является 12-O-тетрадеканоилфорбол-13-ацетат (ТФА), также называемый как форбол-12-миристат-13-ацетат (ФМА), который используют в качестве биомедицинского исследовательского инструмента в моделях канцерогенеза . ТФА, вместе с иономицином, могут также быть использованы в качестве стимуляторов Т-клеток для активации, пролиферации и производства цитокинов, и используются в протоколах для внутриклеточного окрашивания этих цитокинов.

## Полный синтез
Представлены отчёты о полном синтезе форбола.